# Serranus stilbostigma
Serranus stilbostigma är en fiskart som först beskrevs av Jordan och Bollman, 1890.  Serranus stilbostigma ingår i släktet Serranus och familjen havsabborrfiskar. IUCN kategoriserar arten globalt som livskraftig. Inga underarter finns listade i Catalogue of Life.